# Dois Lajeados
Dois Lajeados là một đô thị thuộc bang Rio Grande do Sul, Brasil. Đô thị này có diện tích 133,373 km², dân số năm 2007 là 3334 người, mật độ 25 người/km².